# Classe Danton
La classe Danton di corazzate pluricalibro francesi era costituita da navi potenti e ben armate, ma pur sempre arrivate alla costruzione in un'epoca in cui le navi di questo tipo erano totalmente obsolete. Le corazzate classe Danton erano ben protette e possedevano una grande potenza di fuoco, ma non costituivano certo una valida minaccia per le corazzate monocalibre che stavano entrando in servizio in quegli anni.
La capoclasse Danton fu impostata a Brest nel 1908 e varata nel 1909. Fu completata nel 1911 e nei primi mesi della prima guerra mondiale fu usata per scortare i convogli nel Mediterraneo. Nel 1915 stazionava nell'Adriatico e nel 1916 nell'Egeo. Il 19 marzo 1917,mentre era in viaggio da Tolone a Corfù,venne colpita da due siluri lanciati dal sottomarino tedesco U64 e affondò a sud-ovest della Sardegna. Morirono 296 uomini dell'equipaggio. Il 19 febbraio 2009 il relitto è stato scoperto a circa 22 miglia dalle coste meridionali della Sardegna e ad oltre mille metri di profondità nel corso delle ricerche per la posa del gasdotto che unirà l'Algeria alla Sardegna; il governo francese è già intervenuto perché il sito sia dichiarato area protetta.

## Le navi della classe
| Nome      | Omonimo               | Cantiere                                                            | Impostazione    | Varo            | Completamento    | Destino finale                                                                                               |
| --------- | --------------------- | ------------------------------------------------------------------- | --------------- | --------------- | ---------------- | --- |
| Condorcet | Marchese di Condorcet | Ateliers et Chantiers de la Loire - Saint-Nazaire (Loira Atlantica) | 23 agosto 1907  | 20 aprile 1909  | 25 luglio 1911   | Affondata in un attacco aereo il 7 marzo 1944, recuperata nel settembre 1945 e poi demolita dal 1946 al 1949 |
| Danton    | Danton                | Arsenale di Brest - Brest (Francia)                                 | 9 gennaio 1908  | 4 luglio 1909   | 24 luglio 1911   | Affondata il 19 marzo 1917 dall'U-boot U-64                                                                  |
| Diderot   | Diderot               | Ateliers et Chantiers de la Loire - Saint-Nazaire (Loira Atlantica) | 20 ottobre 1907 | 19 aprile 1909  | 25 luglio 1911   | Demolita il 31 agosto 1937                                                                                   |
| Mirabeau  | Conte di Mirabeau     | Arsenal de Lorient - Lorient                                        | 4 maggio 1908   | 29 ottobre 1909 | 1 agosto 1911    | Demolita il 28 aprile 1922                                                                                   |
| Vergniaud | Pierre Vergniaud      | Forges et Chantiers de la Gironde - Bordeaux                        | novembre 1908   | 12 aprile 1910  | 18 dicembre 1911 | Demolita il 27 novembre 1928                                                                                 |
| Voltaire  | Voltaire              | Forges et Chantiers de la Méditerranée - La Seyne-sur-Mer           | 8 giugno 1907   | 16 gennaio 1909 | 5 agosto 1911    | Demolita nel dicembre 1949                                                                                   |